# Jessica Bloem
Jessica Bloem (* 3. September 1981 in Haselünne) ist eine deutsche Fernsehmoderatorin, Sprecherin und Redakteurin.
Bloem wuchs in Twist im Emsland auf. Nach dem Schulbesuch studierte sie 
an der Universität Osnabrück Politikwissenschaft, Medienwissenschaft und Soziologie. Danach absolvierte sie ein Volontariat beim Lokalradio NRW und Radio Niedersachsen sowie beim Privatradio Energy Bremen. 
Von 2007 bis 2009 arbeitete Bloem beim WDR-Radiosender 1 Live als Nachrichtenredakteurin und -sprecherin. Ab 2016 war sie Moderatorin für COSMO. Parallel moderierte sie von 2009 bis 2013 bei Radio Bremen im Fernsehen das Regionalmagazin buten un binnen. Von 2008 bis 2019 war sie bei Radio Bremen in verschiedenen Bereichen als Nachrichtenredakteurin sowie als Moderatorin für einige Hörfunksender von Radio Bremen tätig. Zusätzlich war sie von 2011 bis 2013 Onlineredakteurin für das Internetportal radiobremen.de. Seit 2018 moderiert Jessica Bloem beim  WDR die Regionalsendung Lokalzeit Aachen und seit 2019 auch die Lokalzeit Dortmund. 
Bloem ist verheiratet und hat einen Sohn. Die Familie lebt in Kamen.